# 530 Collins Street
Le 530 Collins Street est un gratte-ciel de 167 mètres de hauteur construit à Melbourne en Australie en 1991.
Il abrite des bureaux sur 40 étages.
L'architecte est l'agence australienne Peddle Thorp Melbourne Pty. Ltd.
La construction de l'immeuble a coûté 185 millions de $ australiens .